# Oročové
Oročové, Oročonové či Oročenové (zjednodušená čínština: 鄂伦春族; tradiční čínština: 鄂倫春族; pchin-jin: Èlúnchūn zú; mongolština: Orčun, psáno také jako Orochen nebo Orochon) jsou etnikum v severní Číně. Tvoří jedno z 56 etnik oficiálně uznávaných Čínskou lidovou republikou. Podle sčítání lidu z roku 2000 žije 44,54 % Oročů ve Vnitřním Mongolsku a 51,52 % podél řeky Chej-lung-ťiang (Amur) v provincii Chej-lung-ťiang. Oročský autonomní prapor se také nachází ve Vnitřním Mongolsku.
Oročové jsou převážně lovci a zvířecí kožešiny a kůže tradičně využívají jako oděv. Mnoho z nich se lovu vzdalo a dodržují zákony, jež mají za cíl chránit přírodu v Čínské lidové republice. Vláda poskytla moderní obydlí těm, kteří se zřekli tradičního způsobu života. Oročové mají vlastního delegáta v Lidovém kongresu a jsou oficiálně uznaným etnikem.

## Jazyk
Oročský jazyk patří mezi Tunguzské jazyky. Jazyk je velmi podobný evenskému jazyku a má se za to, že mluvčí těchto dvou jazyků rozumí 70 % z jazyka druhého. Jazyk nemá psanou formu, ale většina Oročů umí číst a psát čínsky, někteří mluví také daurským jazykem.

## Historie
Oročové (mongolsky: Guruchin) jsou jedním z nejstarších etnik v severovýchodní Číně. Endonymum oroqen znamená „lidé používající soby“. Předci Oročů původně žili v rozsáhlé oblasti jižně od Vnějších Sing-anských hor a severně od  Chej-lung-ťiangu.
Kdysi byli jedněmi z dávných obyvatel známých jako Š'-wej. V 17. století po invazích Ruského impéria se někteří Oročové přesunuli do oblasti poblíž Vyšších a Nižších Sing-anských hor.

## Kultura
Oročové jsou exogamní, povoleny jsou sňatky pouze se členy jiného klanu.
Tradiční obydlí se nazývá sierranju (čínsky: xierenzhu), v létě je pokryto březovou kůrou a v zimě jelení kůží. Tato obydlí mají kónický tvar a jsou tvořena 20 až 30 borovými větvemi. Průměr obydlí je zhruba šest metrů a výška asi pět metrů. Uprostřed se nachází ohniště, které slouží jako kuchyně i jako zdroj světla. Březová kůra a zvířecí kožešiny jsou významnými surovinami v této kultuře. Březová kůra slouží k výrobě nádob všeho druhu, od dětských kolébek až po lodě. Oročové, Evenkové a Nanajci by mohli být souhrnně označeni za kultury březové kůry.

## Náboženství

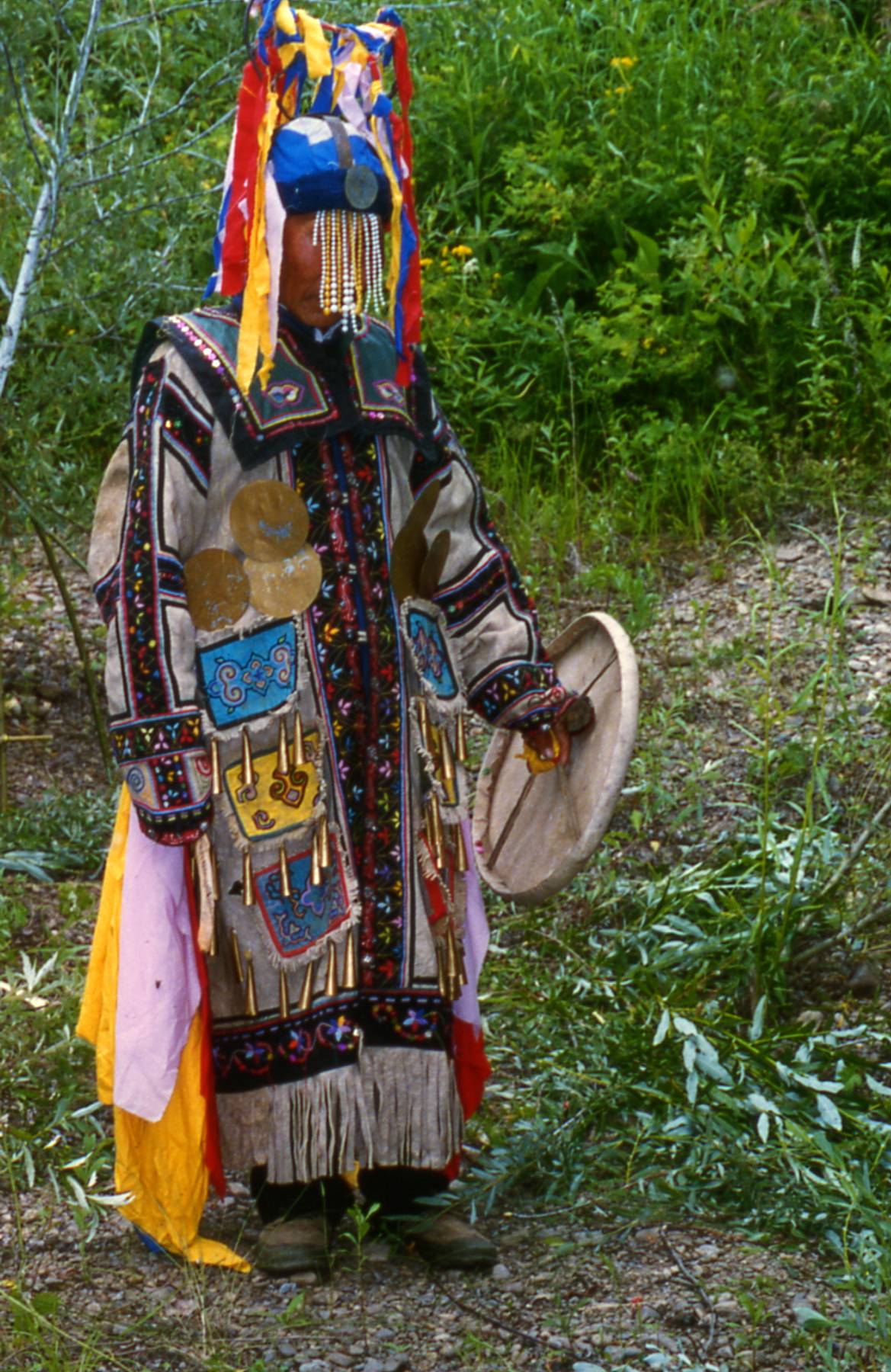
Fotografie Chuonnasuana (1927–2000), posledního šamana Oročů, pořízená Richardem Nollem v červenci 1994 v Mandžusku poblíž řeky Amur. Oročský šamanismus dnes již vymřel.

Až do počátku 50. let 20. století byl hlavním náboženstvím kočovných Oročů šamanismus. V létě 1952 přesvědčili kádrové z Komunistické strany Číny vůdce Oročů, aby se vzdali svých „pověr“ a zanechali veškerých náboženských praktik. Tito kmenoví vůdci, Chuonnasuan (Meng Ťin Fu) a Čao Li Pen, byli také mocnými šamany. Zvláštní komunitní rituál, který měl zahnat duchy a prosit je, aby se nevraceli, probíhal po dobu tří nocí v Paj-jin-na a Š'-pa-čan.
Poslední žijící oročský šaman, Chuonnasuan (Meng Ťin Fu), zemřel ve věku 73 let 9. října 2000. Jeho život, nemoc a šamanský výcvik jsou detailně popsány v publikovaném článku, dostupném online.
Chuonnasuan byl poslední žijící šaman, který své umění praktikoval před komunistickým zákazem všech „pověr“ v této oblasti v roce 1952. Po dobu tří nocí v červenci 1952 prováděli Oročové v několika samostatných komunitách rituály, ve kterých prosili duchy, aby je navždy opustili. V Chuonnasuanově záznamu šamanských praktik nalezneme důkazy zlepšení sluchové (duchovní písně) a vizuální duševní obraznosti během pozměněných stavů vědomí. Za pozornost stojí, že provedl pouze jednu rituální cestu do nižšího světa, kterému říkal Buni. Tento výraz pro nižší svět nebo také zemi mrtvých používají také Nanajci ze Sibiře v šamanských záznamech shromážděných zhruba před sto lety. Oběti duchům předků se stále běžně vykonávají a existuje tu lidová psychologická víra v animismus.
Oročově mají tradičně zvláštní úctu ke zvířatům, obzvláště k medvědům a tygrům, které považují za své pokrevní bratry. Tygrovi říkají wutaqi, což znamená „postarší muž“, zatímco medvěd je amaha, což znamená „strýc“.